# Dani Hernández
Daniel „Dani” Hernández Santos (ur. 21 października 1985 w Caracas) – wenezuelski piłkarz  grający na pozycji bramkarza w hiszpańskim klubie CD Tenerife. Były reprezentant Wenezueli. Posiada także obywatelstwo hiszpańskie. Brat Jonaya Hernándeza, także piłkarza.

## Kariera klubowa
Karierę piłkarską Dani rozpoczął w Hiszpanii. Początkowo występował w amatorskich klubach z niższych lig, takich jak: Rayo Majadahonda (2002–2003), CD Guadalajara (2003–2004) i Collado Villaba (2004–2005). Następnie został zawodnikiem Realu Madryt i przez dwa lata grał w zespole C. W 2007 roku przeszedł do innego madryckiego klubu, Rayo Vallecano i grał w nim w rezerwach.
W sezonie 2008/2009 Dani był podstawowym bramkarzem klubu Real Jaén. Latem 2009 przeszedł do SD Huesca, ale nie zaliczył w niej debiutu i w trakcie sezonu został wypożyczony do zespołu rezerw Valencii. W sezonie 2010/2011 grał w Realu Murcia, a latem 2011 przeszedł do Realu Valladolid.

## Kariera reprezentacyjna
W reprezentacji Wenezueli Dani zadebiutował 8 września 2010 roku w wygranym 1:0 towarzyskim meczu z Ekwadorem. W 2011 roku zajął z kadrą narodową 4. miejsce w Copa América 2011. Na tym turnieju był rezerwowym bramkarzem dla Renny'ego Vegi i nie rozegrał żadnego spotkania.